# Rita Assemany
Rita Assemany (Bahia, 1962) é uma atriz brasileira natural de Salvador, Bahia.
Em 1992, estrelou na Bahia o monólogo Oficina Condensada, que ficou três anos em cartaz. Em 1997, trabalhou com o diretor alemão Hans Ulrich Becker na montagem de Medéia.
Em 2000, recebeu o prêmio de melhor atriz no Festival de Brasília e no de Curitiba por sua atuação no curta-metragem Pixaim, e foi a única atriz a trabalhar nos três episódios do longa-metragem Três Histórias da Bahia.

## Filmografia

### Televisão
| Ano  | Título           | Personagem      | Notas |
| ---- | ---------------- | --------------- | ----- |
| 1998 | Danada de Sabida | Mãe Rufina      |       |
| 2024 | Justiça 2        | Ingrid Teixeira |       |

### Cinema
| Ano  | Título                        | Personagem              | Notas |
| ---- | ----------------------------- | ----------------------- | ----- |
| 1998 | Central do Brasil             | Esposa de Jessé         |       |
| 2001 | Abril Despedaçado             | Mãe                     |       |
| 2001 | 3 Histórias da Bahia          | Madre Superiora         |       |
| 2005 | Eu Me Lembro                  | Dedê                    |       |
| 2015 | O Último Cine Drive-in        | Fátima Pereira da Silva |       |
| 2017 | Dona Flor e Seus Dois Maridos | Célia                   |       |
| 2017 | Entre Irmãs                   | Dulce Coelho            | [ 3 ] |
| 2022 | Depois do Universo            | Raimunda (Mundinha)     |       |

### Teatro
- Toda Nudez Será Castigada
- O Balcão
- Decamerão
- Medeia - Texto de Eurípides - Direção de o Hans Ülli Becker - com grande elenco
- Cabaré Brasil
- Dendê e dengo - duo com Yami Rebouças - Texto de Aninha Franco - Direção de Carmen Paternostro
- Oficina Condensada- monólogo- Texto de Aninha Franco - Direção de Fernando Guerreiro
- As coisas boas da vida - Texto de Aninha Franco - Direção de Ana Kfouri - com Nadja Turenko e Ricardo Castro
- Três mulheres e Aparecida -  monólogo - Texto de Aninha Franco - Direção de Nadja Turenko
- As lágrimas amargas de Petra Von Kant - Direção de Elisa Mendes-adaptação do roteiro de Rainer Werner Fassbinder - com grande elenco
- A casa da minha alma - monólogo - Texto de Aninha Franco - Direção de Márcio Meirelles
- Esse Glauber - duo com Diogo Lopes Filho -Texto de Aninha Franco - Direção de Márcio Meirelles
- Surf no Caos - monólogo  Texto de Aninha Franco - Direção de Rita Assemany com assistência de Jorge Vox
- Chiquita com dendê - Compilação de textos de Aninha Franco dos espetáculos Dendê e dengo e Os filhos dos filhos da Chiquita Bacana - Direção musical de Rudinei Monteiro